# Stefan Tymkewycz
Stefan Tymkewycz (* 1959 in Abbeyhill, heute Edinburgh) ist ein schottischer Politiker und Mitglied der Scottish National Party.
Der ehemalige Polizist Tymkewycz ist heute Inhaber eines Unternehmens für Projektschutz. In der SNP war er seit 1999 als Koordinator im Wahlkampf aktiv. 2003 bewarb er sich erstmals für einen Sitz im Edinburgher Stadtrat. 2007 wurde er für die SNP in den Stadtrat von Edinburgh gewählt. Bei den Schottischen Parlamentswahlen 2007 trat Tymkewycz erstmals zu nationalen Wahlen an. Er bewarb sich um ein Listenmandat der Wahlregion Lothians und nahm auf der Regionalwahlliste der SNP den fünften Rang ein. Infolge des Wahlergebnisses zog er in das Schottische Parlament ein. Bereits drei Monate später kündigte Tymkewycz seinen Rücktritt an, um sich auf seine Position im Stadtrat fokussieren zu können. Zum 31. August 2007 schied er aus dem Parlament aus und ist bisher mit 121 Tagen der am kürzesten amtierende schottische Parlamentarier. Als Nachfolgerin stand seine Parteikollegin Shirley-Anne Somerville bereit.